# Saint-Vaast-lès-Mello
Saint-Vaast-lès-Mello is een gemeente in het Franse departement Oise (regio Hauts-de-France). De plaats maakt deel uit van het arrondissement Senlis. Saint-Vaast-lès-Mello telde op 1 januari 2022 1.009 inwoners.

## Geografie
De oppervlakte van Saint-Vaast-lès-Mello bedroeg op 1 januari 2022 7,97 vierkante kilometer; de bevolkingsdichtheid was toen 126,6 inwoners per km².

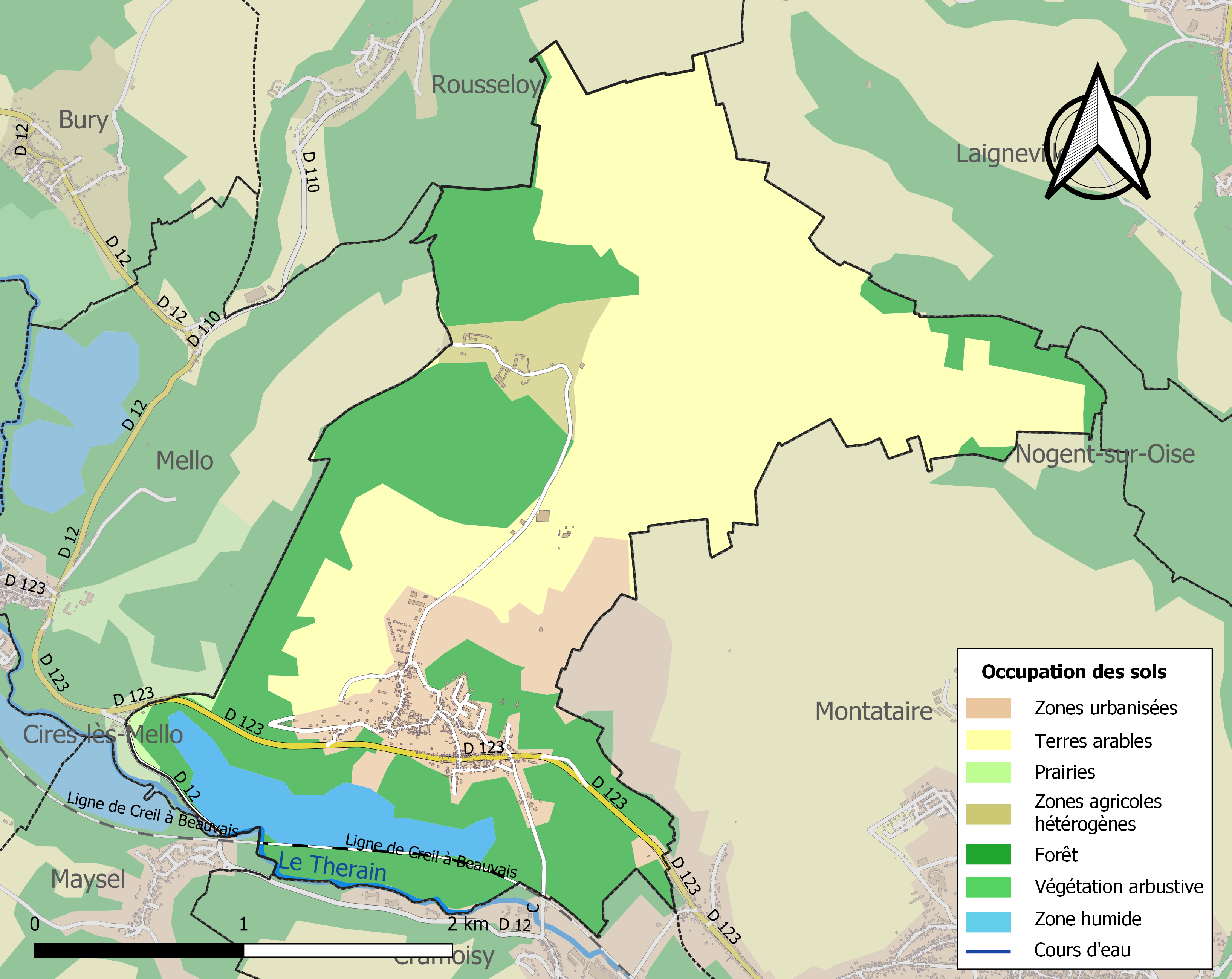
Kaart van de gemeente met belangrijkste infrastructuur, bodemgebruik en omliggende gemeenten

## Demografie
Onderstaande figuur toont het verloop van het inwonertal (bron: INSEE-tellingen).